# خورخي دي سيلفا
جورج دي سيلفا ولد 21 أبريل 1973 وهو ممثل مكسيكي في شركة تيلفيزا التي يعتبر مقرها في المكسيك ولد بأكابولكو التي تقع في المكسيك وأسمه بالأسبانية (Jorge De Silva) وينطق بالإسبانية (خورخي دي سيلفا).

## سيرته الذاتية
بدأ حياته المهنية في فرقة نقطة الصفر والتي استمرت سنة ونصف السنة، وثم درس التمثيل في المركز لتعليم الفنون التابع لـ تيلفيزا.
بدأ التمثيل في أول مسلسل له 1999 بـ مسلسل روزاليندا وأخذ دور «بيتو بيريز روميرو» من بطولة الممثلة تاليا، شارك أيضا عام 1999 في مسلسل "Mujeres engañadas", وفي عام 2000 في مسلسل "Abrazame muy fuerte", و 2001 في مسلسل "La intrusa" من بطولة الممثلة غابرييلا سبانيك، وفي عام 2002 في ثلاثة مسلسلات "Navidad sin fin" و "¡Vivan los niños!" و "Clase 406" , وفي عام 2003 في مسلسل "Niña amada mía", و2004 في مسلسل "Corazones al límite".
وأيضا في 2004 شارك للمرة الأولى في السينما بجوار ديفيد زيبيدا.
في 2006 تجسد سيلفا شخصية «خوسيه غوميز» في مسلسل «مبارزة من العواطف» وأيضا في مسلسل «أن تحب بلا حدود», و 2007 في مسلسل "Muchachitas como tú", و 2008 شارك بـ دور ثانوي في مسلسل «ماري تشوي» تسجد شخصية «إدواردو غاريبالدي» من بطولة ويليام ليفي والممثلة مايتي بيروني.

## في التلفاز

### المسلسلاته
- السقوط (2009)--غونزالو.
- ربط إلى القلب (2008)--إل لوبو
- ماري تشوي (2008)--إدواردو غاريبالدي[1]
- القليل من الفتيات مثلك (2007)--كينتانا فالنتي
- أن تحب بلا حدود (2006)--أرنالدو توسكانو[2]
- مبارزة من العواطف (2006)--خوسيه غوميز
- قلوب الي الحد (2004)-- استيبان مولينا فالارديس
- تقع الجلد (2004)--إدواردو جوتيريز
- صغيرتي الغالية (2003)--رينغو
- فئه 406 (2002)--لويجي
- الدخيلة  (2001)--ريموندو
- التي لا نهايه لها عيد الميلاد(2001)--فيليبي
- عقد قوي (2000)--راموس هابيل
- نساء خدع (1999)--راؤول
- مسلسل روزاليندا (1999)--بيتو بيريز روميرو

### أفلامه
- عارية (2004)--ألن

## روابط خارجية
- خورخي دي سيلفا على موقع IMDb (الإنجليزية)
- خورخي دي سيلفا على موقع قاعدة بيانات الفيلم (الإنجليزية)